# Eubalta meridionalis
Eubalta meridionalis was een hooiwagen uit de familie Gonyleptidae.  De originele naamcombinatie (protoniem) was Balta meridionalis Sørensen, 1902. 
Het is een subjectief synoniem van Eubalta planiceps (Gervais, 1842)